# Finansministre fra Færøerne
Finansministeren (færøsk: landsstýrismaðurin í fíggjarmálum eller fíggjarmálaráðharrin) er en vigtig del av Færøernes regering og øernes økonomi.

## Finansministre
| Periode   | Navn                  | Parti                | Ministerium                               |
| --------- | --------------------- | -------------------- | ----------------------------------------- |
| 1959–1963 | Kristian Djurhuus     | Sambandsflokkurin    | Skatte-, fiskeri- og justisministeriet    |
| 1963–1967 | Erlendur Patursson    | Tjóðveldisflokkurin  | Finans-, fiskeri- og justisministeriet    |
| 1967–1970 | Kristian Djurhuus     | Sambandsflokkurin    | Finans-, landbrugs- og fiskeriministeriet |
| 1970–1975 | Peter F. Christiansen | Sambandsflokkurin    | Finans- og landbrugsministeriet           |
| 1975–1981 | Demmus Hentze         | Fólkaflokkurin       | Finansministeriet                         |
| 1981–1985 | Tórbjørn Poulsen      | Sjálvstýrisflokkurin | Finans-, kommunal- og kulturministeriet   |
| 1985–1989 | Jóngerð Purkhús       | Tjóðveldisflokkurin  | Finans-, økonomi- og miljøministeriet     |
| 1989      | Finnbogi Ísakson      | Tjóðveldisflokkurin  | Finans- og økonomiministeriet             |
| 1989–1991 | Ivan Johannesen       | Sambandsflokkurin    | Finans-, havbrugs- og kommunalministeriet |
| 1991–1993 | Jógvan Sundstein      | Fólkaflokkurin       | Finans- og kommunalministeriet            |
| 1993–1994 | Finnbogi Ísakson      | Tjóðveldisflokkurin  | Finans- og økonomiministeriet             |
| 1994–1996 | Jóannes Eidesgaard    | Javnaðarflokkurin    | Finans- og økonomiministeriet             |
| 1996–1998 | Anfinn Kallsberg      | Fólkaflokkurin       | Finans- og økonomiministeriet             |
| 1998–2003 | Karsten Hansen        | Tjóðveldisflokkurin  | Finansministeriet                         |
| 2004–2007 | Bárður Nielsen        | Sambandsflokkurin    | Finansministeriet                         |
| 2007–2008 | Magni Laksáfoss       | Sambandsflokkurin    | Finansministeriet                         |
| 2008      | Karsten Hansen        | Miðflokkurin         | Finansministeriet                         |
| 2008–2011 | Jóannes Eidesgaard    | Javnaðarflokkurin    | Finansministeriet                         |
| 2011      | Aksel V. Johannesen   | Javnaðarflokkurin    | Finansministeriet                         |
| 2011–     | Jørgen Niclasen       | Fólkaflokkurin       | Finansministeriet                         |

## Eksterne links
- Statsministre og regeringer siden 1948 Arkiveret 27. februar 2012 hos  Wayback Machine (færøsk)

| Portal | Portal:Færøerne |